# 幸徳事件
幸徳事件（こうとくじけん）は、大逆事件の一つ。実際に明治天皇の暗殺が計画された明科事件（あかしなじけん）を発端に、全国の社会主義者や無政府主義者を逮捕・起訴して死刑や有期刑判決を下した政治的弾圧・冤罪事件である。
幸徳秋水事件とも呼ばれ、一般に「大逆事件」と言われる際はこの事件を指す。

## 概要

### 明科事件
1910年（明治43年）5月25日、長野県の機械工で社会主義者の宮下太吉が爆発物取締罰則違反容疑で逮捕されたことにより明るみに出た、明治天皇の暗殺計画である。
宮下は長野県東筑摩郡中川手村明科（現：長野県安曇野市明科中川手）にある勤務先の明科製材所にて爆弾を製造し、1909年（明治42年）11月3日に爆破実験を行っていた。計画に関与したとして、宮下の他に管野スガ・新村忠雄・古河力作の3名も逮捕された。

### 逮捕・判決
明科事件を口実として、警察や政府によるフレームアップ（でっち上げ）によって幸徳秋水をはじめとする多数の社会主義者・無政府主義者の逮捕・検挙が始まり、証拠不十分のまま1911年（明治44年）1月18日に24名へ死刑、2名へ有期刑の判決が下った。死刑となった24名のうち、1月24日に秋水を含む11名、翌日に管野の死刑が執行された。
死刑が執行されたのは秋水・管野の他に明科事件で逮捕された宮下・新村・古河と、森近運平・奥宮健之・大石誠之助・成石平四郎・松尾卯一太・新美卯一郎・内山愚童である。なお、高木顕明・峯尾節堂・岡本穎一郎・三浦安太郎・佐々木道元の5名は特赦無期刑となり、服役中に獄死した。
一方で仮釈放された者は坂本清馬・成石勘三郎・崎久保誓一・武田九平・飛松与次郎・岡林寅松、小松丑治の7名である。布施柑治によると、秋水は審理終盤に「一人の証人調べさえもしないで判決を下そうとする暗黒な公判を恥じよ」と陳述した。

### 反響
判決の2か月前の1910年（明治43年）11月22日、アメリカ合衆国の無政府主義者であるエマ・ゴールドマンらが一連の事件についてニューヨークで集会を開くなどの抗議運動を展開した。さらにイギリスやフランスでも無政府主義者による抗議運動が現地の日本大使館前で行われた。
裁判記録などの詳細な関係資料は、思想的な制約が緩和された第二次世界大戦後になってから明るみになり、当時の政府が虚偽の容疑で批判的な人物を弾圧した冤罪事件であるという見方がなされるようになった。
その後、天皇の暗殺計画に関与したとされたのは宮下・管野・新村・古河の4名だけだったことが判明した。
1960年代より「大逆事件の真実をあきらかにする会」を中心に、再審請求などの運動が推進された。これに関して最高裁判所は1967年（昭和42年）に「戦前の特殊な事例によって発生した事件であり、現在の法制度に照らし合わせることはできない。大逆罪が既に廃止されている」との理由から免訴の判決を下し、再審請求が事実上できないことを示している。

## 関連年表
- 1908年（明治41年）
  - 7月14日 - 第2次桂内閣成立。
  - 9月 - 平民社、巣鴨へ移転。
- 1909年（明治42年）
  - 2月13日 - 宮下太吉、巣鴨の平民社に幸徳秋水を訪ね初対面、天皇暗殺計画を示唆、新村忠雄とも初対面。
  - 3月18日 - 平民社を千駄ヶ谷へ移転、管野スガが平民社に住み込む。
  - 5月25日 - 宮下、秋水宛に「爆裂弾の調合が判った」旨の書簡。
  - 7月15日 - 警視庁、平民社を家宅捜索し、管野スガを検挙。
  - 11月3日 - 宮下、長野県東筑摩郡中川手村大足（現・安曇野市）の大足山中で爆裂弾の爆発実験。
- 1910年（明治43年）
  - 3月22日 - 平民社解散。秋水、管野は湯河原へ向かう。
  - 5月14日 - 新村の明科入りを察知した駐在巡査が、新村を尾行。
  - 5月21日 - 宮下、爆弾の材料を中川手村明科の明科製材所の工場に移す。
  - 5月23日 - 長野県松本警察署長、宮下に関わる爆発物取締罰則違反容疑の報告書を受け取る。
  - 5月25日 - 松本警察署が宮下、新村らを爆裂弾製造所持（爆発物取締罰則違反容疑）で逮捕（明科事件）。大逆事件の大検挙がはじまる。
  - 5月31日 - 検事総長、（旧）刑法73条（大逆罪）に該当すると判断。
  - 6月1日 - 秋水、管野らを湯河原で逮捕。
  - 11月12日 - アナキストのエマ・ゴールドマンら5名が連名で駐米全権大使・内田康哉宛に抗議文を送付。
  - 11月22日 - エマ・ゴールドマンらがニューヨークで最初の抗議集会。
  - 11月29日 - 大杉栄が東京監獄から満期出所。
  - 12月6日 - フランスの社会主義者ら、在パリ日本大使館に抗議して大デモ。
  - 12月10日 - 秋水ほか26人に関する大逆事件の大審院第1回公判（非公開）を開廷。
  - 12月12日 - エマ・ゴールドマンらがニューヨークの抗議集会で桂太郎首相宛の抗議文を採択。
  - 12月24日 - （堺が売文社を設立）。
- 1911年（明治44年）
  - 1月18日 - 大審院、秋水ら24人に死刑判決、新田に懲役11年、新村に懲役8年の判決が下された。大逆罪適用のため、有罪判決は未遂、準備のみであっても死刑のみであり、また1審限りで控訴は行えなかった。
  - 1月19日 - 明治天皇の「仁慈」により12人を死刑から無期に減刑。
  - 1月24日 - 幸徳秋水ら11人の死刑執行。
  - 1月25日 - 管野の死刑が執行。
  - 3月17日 - 大杉、大阪在住の大逆事件犠牲者家族を見舞いに東京を出発。
  - 6月1日 - （平塚らいてうらが青鞜社発起人会）。
  - 8月25日 - 第2次桂内閣総辞職。
  - 9月1日 - （平塚らいてうらが『青鞜』創刊）。
- 1913年（大正2年）
  - 1月26日 - 大杉が大逆事件刑死者の墓参り。
- 1914年（大正3年）
  - 6月24日 - 無期に減刑された秋田監獄の高木顕明（僧侶）が、真宗大谷派（東本願寺）による僧籍削除を苦に自殺。
- 1915年（大正4年）
  - 7月24日 - 新村善兵衛が千葉監獄より仮出獄。
- 1916年（大正5年）
  - 5月18日 - 三浦安太郎が長崎監獄で自殺。
  - 7月15日 - 佐々木道元が千葉監獄で獄死。
  - 10月10日 - 新田融が千葉監獄より仮出獄。
- 1917年（大正6年）
  - 7月27日 - 岡本穎一郎が長崎監獄で獄死。
- 1919年（大正8年）
  - 3月6日 - 峯尾節堂が千葉監獄で獄死。
- 1920年（大正9年）
  - 4月2日 - 新村善兵衛が大阪で死去。
- 1925年（大正14年）
  - 5月10日 - 飛松与次郎が秋田刑務所より仮出獄。
- 1929年（昭和4年）
  - 4月29日 - 崎久保誓一が秋田刑務所より、成石勘三郎・武田九平が長崎刑務所より仮出獄。
- 1931年（昭和6年）
  - 1月3日 - 成石勘三郎が死去。
  - 4月29日 - 岡林寅松・小松丑治が長崎刑務所より仮出獄。
  - 10月1日 - 坂本清馬が秋田刑務所から高知刑務所へ移送。
- 1932年（昭和7年）
  - 11月29日 - 武田九平が自動車事故死。
- 1934年（昭和9年）
  - 11月3日 - 坂本清馬が高知刑務所より仮出獄。
- 1937年（昭和12年）
  - 3月20日 - 新田融が東京で死去。
- 1945年（昭和20年）
  - 10月4日 - 小松丑治が死去。
- 1948年（昭和23年）
  - 9月1日 - 岡林寅松が高知で死去。
- 1953年（昭和28年）
  - 9月10日 - 飛松与次郎が熊本で死去。
- 1955年（昭和30年）
  - 10月30日 - 崎久保誓一が死去。
- 1960年（昭和35年）
  - 2月23日 - 「大逆事件の真実をあきらかにする会」発足（事務局長：坂本昭（参議院議員））。
- 1961年（昭和36年）
  - 1月18日 - 再審請求運動が起こる（再審請求人：坂本清馬、森近栄子[注釈 3]）。
- 1967年（昭和42年）
  - 7月5日 - 最高裁、免訴判決言い渡しにより再審請求を棄却。
- 1975年（昭和50年）
  - 1月15日 - 坂本清馬が死去。
- 1996年（平成8年）
  - 4月1日 - 真宗大谷派（東本願寺）が大逆事件を見直し、獄中で自殺した高木の僧籍復帰（名誉回復）。
- 2001年（平成13年）
  - 8月25日 - 和歌山県新宮市で「大逆事件の犠牲者を顕彰する会」が結成。